# Hirschbach (Ostrach)
Der Hirschbach ist ein der Ostrach zufließender Bach in der Oberallgäuer Gemeinde Bad Hindelang in Bayern.
Der Hirschbach entspringt in mehreren Quellbächen nördlich des Spiesers in den nördlichen Allgäuer Alpen. Er fließt östlich des Hirschbergs nach Süden. Ab der Kräherwand fließt er durch den steilen Hirschbachtobel 400 Höhenmeter nach unten ins Ostrachtal. Dort bildet er teilweise die Grenze zwischen den beiden Ortsteilen Bad Hindelang und Bad Oberdorf. Kurz vor seiner Mündung fließt im Hirschparkwäldchen von links der Wildbach zu.